# 池澤彩野花
池澤 彩野花（本名：池澤 彩野花，1991年7月28日—）出生于日本东京都稻城市，日本女演员，喜欢使用Ruby语言编程。

## 履历
2006年1月9日，在第六届「东宝「灰姑娘」甄选」上和増元裕子一同获得评委特别奖。
试镜通过后便立即成为（Pichilemon）的常驻模特（2008年3月引退）。

## 爱好、特长
能使用Ruby、Rails、C++、批处理。喜欢的语言是Ruby。喜欢的开发工具有Espresso、CotEditor、Xcode。

## 脚注
1. ↑  池澤あやかのプロフィール 的存檔，存档日期2012-11-14.
2. ↑  .   [2012-10-24]. （原始内容存档于2018-02-23）.